# أوناي غارسيا
أوناي غارسيا (بالإسبانية: Unai García Lugea)‏ (3 سبتمبر 1992 في إسبانيا - ) هو لاعب كرة قدم إسباني في مركز الدفاع. لعب مع أوساسونا ونادي تطيلانو وأوساسونا ب.

## وصلات خارجية
- أوناي غارسيا على موقع الاتحاد الأوربي (الإنجليزية)
- أوناي غارسيا على موقع قاعدة بيانات كرة القدم.إي يو (الإنجليزية)
- أوناي غارسيا على موقع Soccerbase.com (لاعب) (الإنجليزية)
- أوناي غارسيا على موقع Soccerway.com (الإنجليزية)
- أوناي غارسيا على موقع عالم كرة القدم.نت (الإنجليزية)